# Pointe du Midi (chaîne du Bargy)
Pour les articles homonymes, voir Pointe du Midi.
La pointe du Midi est un sommet de France culminant à 2 364 mètres d'altitude et situé dans la chaîne du Bargy, dans le département de la Haute-Savoie, en région Auvergne-Rhône-Alpes.

## Géographie

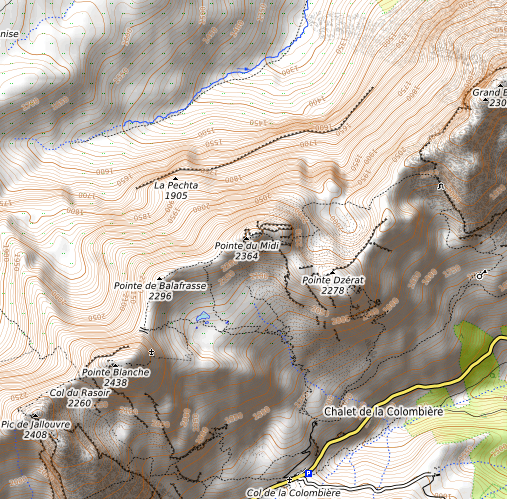
Carte topographique.

La pointe du Midi est située dans le centre de la chaîne du Bargy, au-dessus du col de la Colombière situé au sud et du col de Cenise situé au nord-ouest. Le sommet est entouré par la pointe de Balafrasse au sud-ouest et la pointe Dzérat ou pointe Est du Midi au sud-est. La pointe est accessible en randonnée depuis le col de la Colombière en passant par le lac de Peyre.

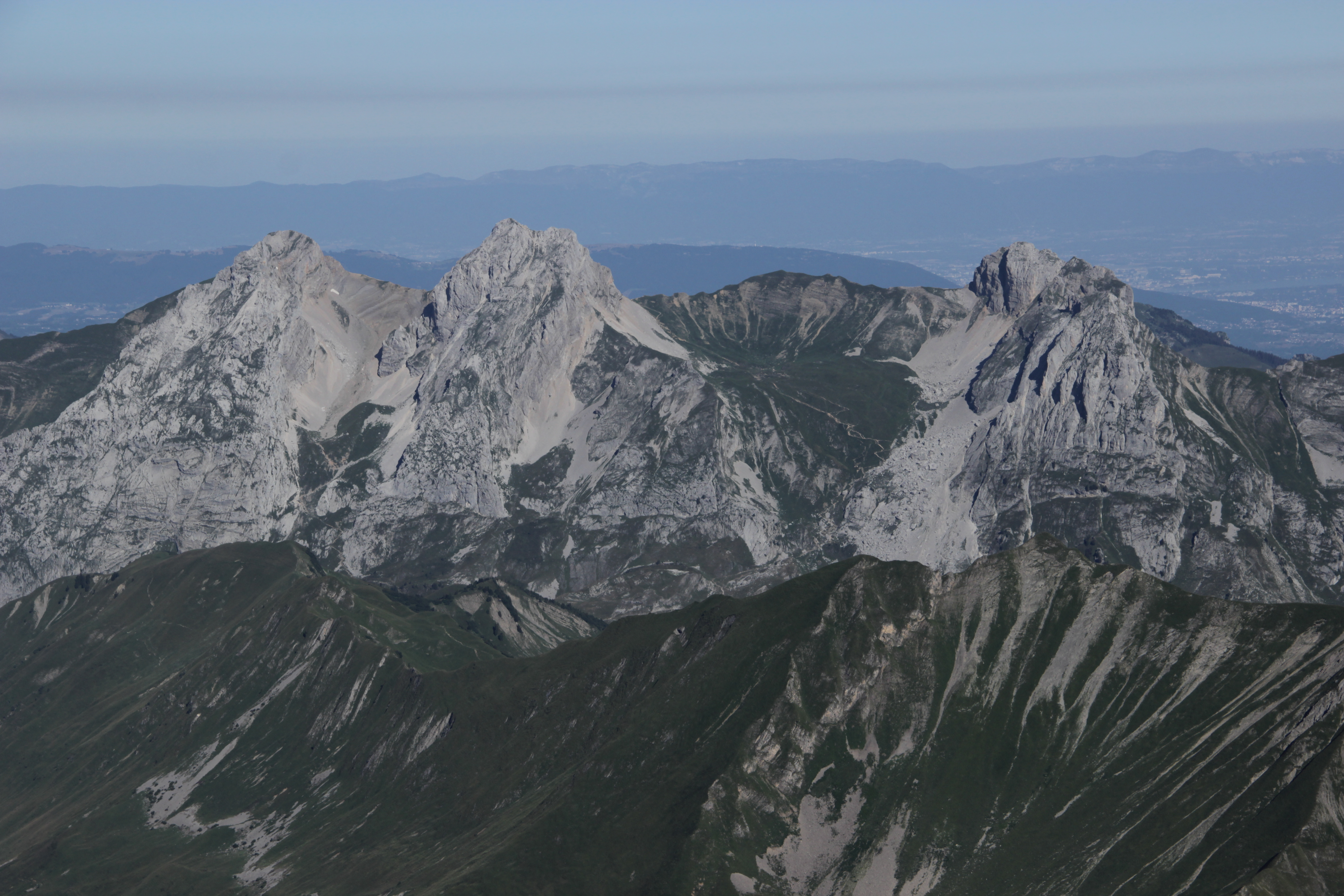
Vue aérienne de la partie centrale de la chaîne du Bargy depuis le sud-est avec de gauche à droite le pic de Jallouvre, la pointe Blanche et la pointe du Midi.